# Jaraguá (Uberlândia)
Jaraguá é um bairro da Zona Oeste de Uberlândia, e está localizado à 4 km do centro da cidade. É formado pelos loteamentos Jaraguá e Vallee.

## O bairro Jaraguá
- O Jaraguá foi feito em 1964, pela ITV Urbanismo, a mesma, fez também diversos bairros pela cidade, como o Jardim Sucupira (2004) e Novo Mundo (2009), ambos na Zona Leste de Uberlândia.[1]
- Boa parte do Jaraguá fica às margens do Rio Uberabinha.
- O bairro é cortado pela Avenida Aspirante Mega e também pelas avenidas Getúlio Vargas e Imbaúbas.
- O 36º Batalhão de Infantaria Mecanizada do Exército Brasileiro (BIMec), fica na divisa do Jaraguá com o bairro Chácaras Tubalina (também zona oeste), na Avenida Aspirante Mega.[2]
- Os bairros vizinhos ao Jaraguá, são o Planalto, Dona Zulmira e Chácaras Tubalina, na Zona Oeste; Tubalina, na Zona Sul e Daniel Fonseca, na Zona Central de Uberlândia.
- Seu principal acesso ao centro, se dá pelas Avenidas Getúlio Vargas, Brigadeiro Sampaio e Vasconcelos Costa.

## Igreja tombada
- O Jaraguá abriga uma importante estrutura, a Paróquia Divino Espírito Santo do Cerrado, projetada pela arquiteta Lina Bo Bardi, em 1975, na Avenida dos Mognos. Lina projetou também, locais bastantes reconhecidos no Brasil, como o MASP e o SESC Pompeia em São Paulo.[3]
- Feita com tijolos de barro, concreto armado e madeiras, tem 3 prédios em formatos circulares, semelhantes à ocas.
- A igreja conta com um museu de artes sacras.[4]
- Foi tombada pelo IEPHA/MG (Instituto Estadual do Patrimônio Histórico Artístico) em 1997.[5]

## Parque Linear e praças
- O bairro Jaraguá abriga boa parte do Parque Linear Rio Uberabinha, onde tem pista de caminhada, ciclovia, bancos e academias ao ar livre.
- Tem também as praças Montese e Rita Ferreira Huguiney. [6]

## Comércio, Saúde e Educação
- O Jaraguá tem alguns comércios como bares, supermercados, drogarias, clínica veterinária, postos de gasolina, entre outros diversos.
- Abriga o Centro de Saúde Escola Jaraguá (CEJAR/FAMED-UFU).[7]
- Tem também, uma Escola Estadual, a Marechal Castelo Branco, além de colégios particulares.
- A Vila Militar Oeste e o GRESSU, também ficam no Jaraguá.